# Гератскірхен
Гератскірхен (нім. Geratskirchen) — громада в Німеччині, розташована в землі Баварія. Підпорядковується адміністративному округу Нижня Баварія. Входить до складу району Ротталь-Інн. Складова частина об'єднання громад Массінг.
Площа — 12,91 км2. Населення становить 853 ос. (станом на 31 грудня 2020).